# Jordan Ayew
Jordan Pierre Ayew (* 11. září 1991 Marseille) je ghanský profesionální fotbalista, který hraje na pozici křídelníka či útočníka za anglický klub Leicester City FC a za ghanský národní tým.

## Reprezentační kariéra
Protože měl ghanské i francouzské občanství, mohl si vybrat, jakou zemi bude reprezentovat.
V roce 2010 debutoval za ghanský národní tým.
Zúčastnil se MS 2014 v Brazílii, kde Ghana skončila se ziskem jediného bodu na posledním čtvrtém místě v základní skupině G.
Zúčastnil se mj. Afrického poháru národů 2015 v Rovníkové Guineji, kde Ghana získala stříbrné medaile po finálové porážce v penaltovém rozstřelu s Pobřežím slonoviny.

## Osobní život
Jeho dva bratři Abdul Rahim a André jsou také fotbalovými reprezentanty Ghany. Jeho otec Abédi Pelé je jedním z nejslavnějších afrických hráčů.